# Germarostes nigerrimus
Germarostes nigerrimus is een keversoort uit de familie Hybosoridae. De wetenschappelijke naam van de soort is voor het eerst geldig gepubliceerd in 1841 door Blanchard.